# Sevilla Atlético Club
El Sevilla Atlético Club és un equip de futbol andalús de la ciutat de Sevilla, filial del Sevilla Fútbol Club.
El club va ser fundat l'1 de març de 1950 com a Club Deportivo Puerto (1950-60). Posteriorment s'anomenà Sevilla Atlético Club (1960-91), Sevilla Fútbol Club B (1991-06) i novament Sevilla Atlético des del 2006. Va arribar a jugar a Segona Divisió.
Uniforme tradicional del club:
| Sevilla At. |